# Sanguandian (sockenhuvudort i Kina, Hubei Sheng, lat 32,51, long 111,48)
Sanguandian (kinesiska: 三官殿, 三官殿街道) är en sockenhuvudort i Kina. Den ligger i provinsen Hubei, i den centrala delen av landet, omkring 340 kilometer nordväst om provinshuvudstaden Wuhan. Antalet invånare är 21 346. Befolkningen består av 10 284 kvinnor och 11 062 män. Barn under 15 år utgör 13,0 %, vuxna 15-64 år 78 %, och äldre över 65 år 7,0 %.
Runt Sanguandian är det ganska tätbefolkat, med 214 invånare per kvadratkilometer. Närmaste större samhälle är Danjiangkou, 3,9 km nordost om Sanguandian. Trakten runt Sanguandian består till största delen av jordbruksmark.
Genomsnittlig årsnederbörd är 940 millimeter. Den regnigaste månaden är augusti, med i genomsnitt 169 mm nederbörd, och den torraste är januari, med 11 mm nederbörd.